# Ceriana bequaerti
Ceriana bequaerti är en tvåvingeart som först beskrevs av Charles Howard Curran 1938.  Ceriana bequaerti ingår i släktet griffelblomflugor, och familjen blomflugor.
Artens utbredningsområde är Kongo. Inga underarter finns listade i Catalogue of Life.